# دالي إم. فولكر
دالي إم. فولكر هو سياسي أمريكي، ولد في 2 أغسطس 1940. نشط حزبياً في الحزب الجمهوري. وقد انتخب عضو جمعية ولاية نيويورك ‏ وانتخب عضو مجلس ولاية نيويورك ‏.